# Замрзивач
Замрзивач је расхладни уређај намењен чувању хране на дуг период помоћу замрзавања.